# Двинозавры
Двинозавры (лат. Dvinosaurus) — ископаемый род земноводных отряда темноспондильных.
По одной из классификаций, двинозавры принадлежат к группе лимнархий, отряду Dvinosauria. Согласно некоторым классификациям, двинозавры промежуточны между настоящими тримерорахидами и более поздними 	
Brachyopoidea (в настоящее время это положение оспаривается).

## Открытие
Впервые открыт В. П. Амалицким в 1898 году в верхнепермских отложениях, у деревни Новинки (под Котласом), на берегах реки Северная Двина, в честь которой и дано название.

## Описание

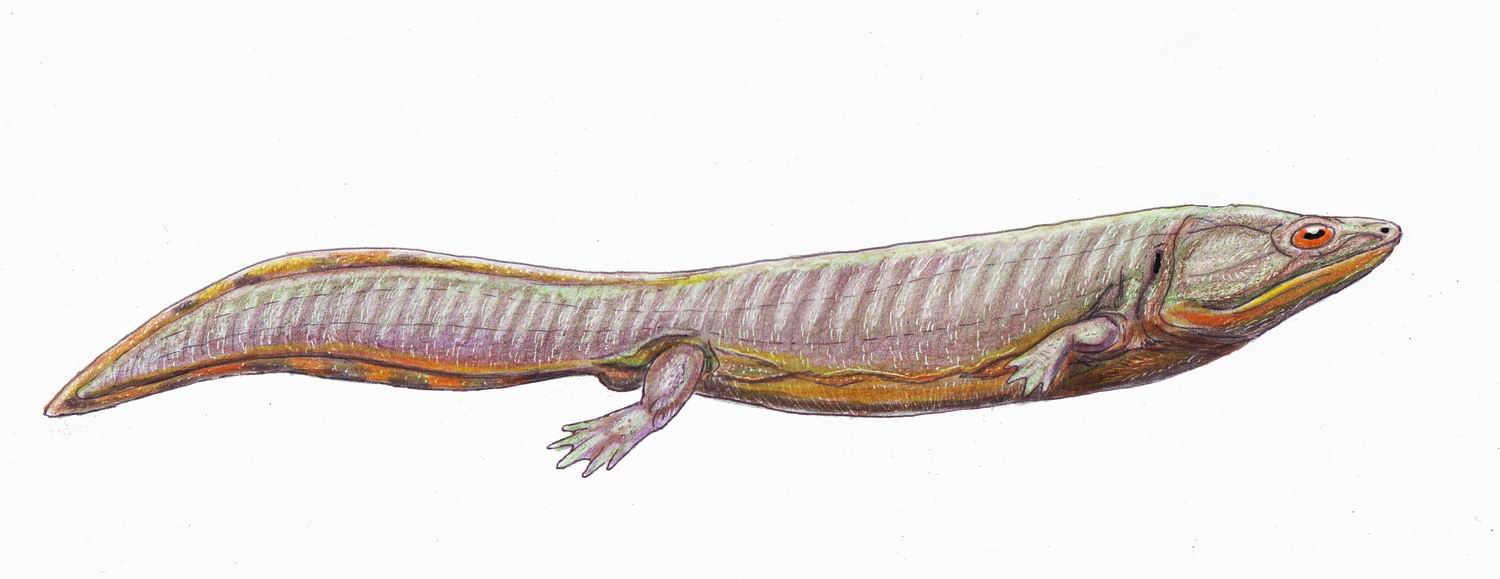
Dvinosaurus egregius

Череп короткий, полукруглый, уплощенный, длиной до 20 см. Ноздри широко расставлены, хорошо развиты желобки боковой линии. Сохраняются окостеневшие жаберные дуги (по мнению А. П. Быстрова в отличие от современных земноводных, вероятно, имели 4 пары наружных жабр). В последнее время предполагается, что жабры были внутренними. Скелет слабый, плохо окостеневший. Водные животные, вероятно, неотенические (подобно аксолотлям). Питались, вероятно, мелкой рыбой и беспозвоночными. 4 вида, типовой вид — Dvinosaurus primus, описанный В. П. Амалицким и позднее подробно изучавшийся А. П. Быстровым и П. П. Сушкиным. Руководящие ископаемые поздней перми (татарский ярус) Восточной Европы. Входят в состав северодвинской фауны.